# Libyens fotbollsförbund
Libyens fotbollsförbund, (arabiska: الاتحاد الليبي لكرة القدم; engelska: Libyan Football Federation), är ett specialidrottsförbund som organiserar fotbollen i Libyen.
Förbundet grundades 1962 och gick med i Caf 1965. De anslöt sig till Fifa år 1964. Libyens fotbollsförbund har sitt huvudkontor i staden Tripoli.